# Aigen im Ennstal
Aigen im Ennstal osztrák község Stájerország Liezeni járásában. 2017 januárjában 2703 lakosa volt. 

## Elhelyezkedése

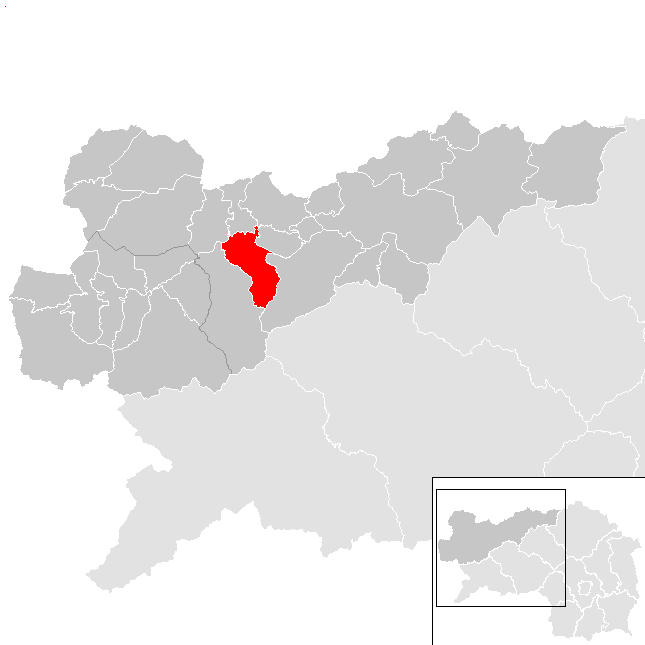
Aigen im Ennstal a Liezeni járásban

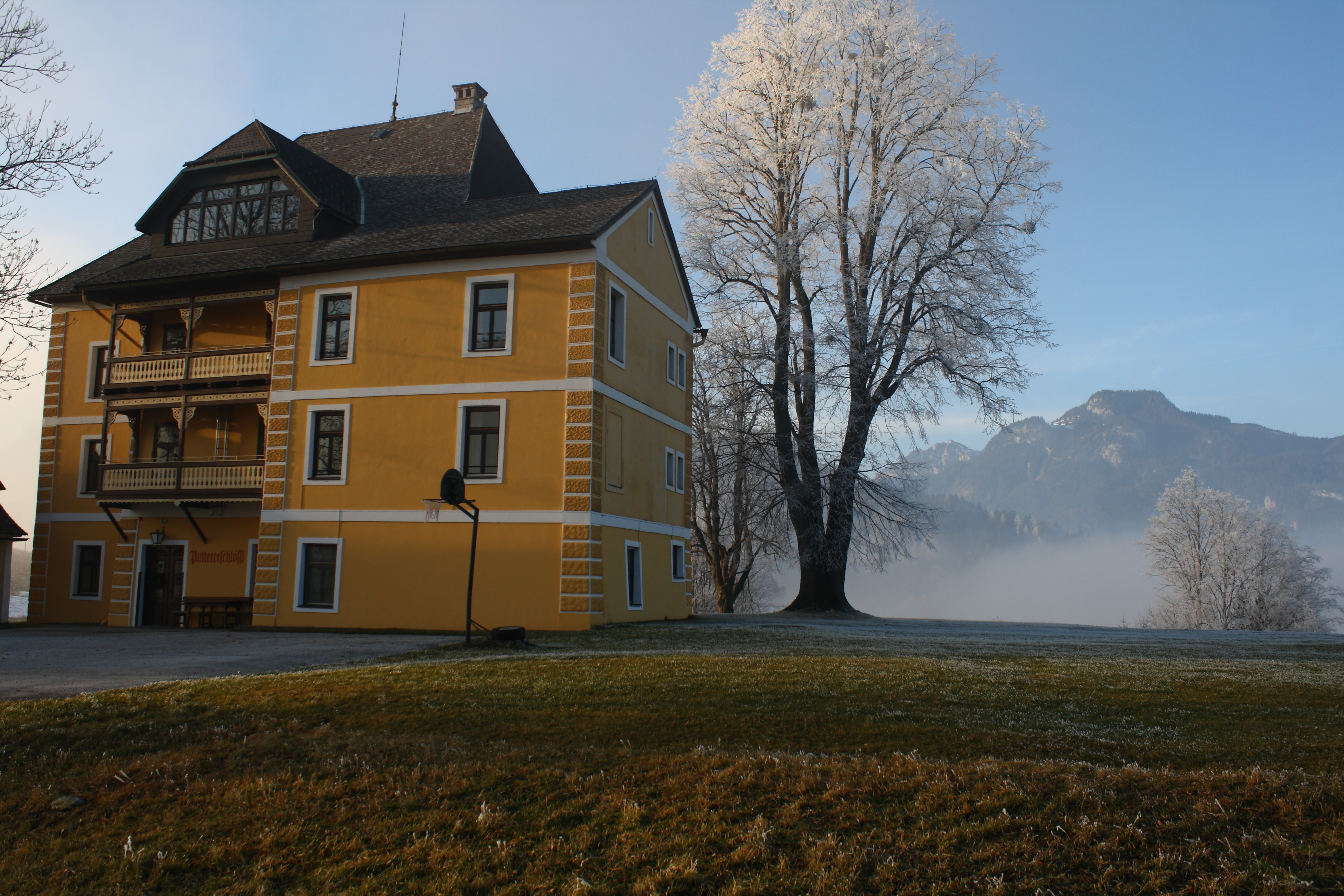
A Puttererschlößl kastélya

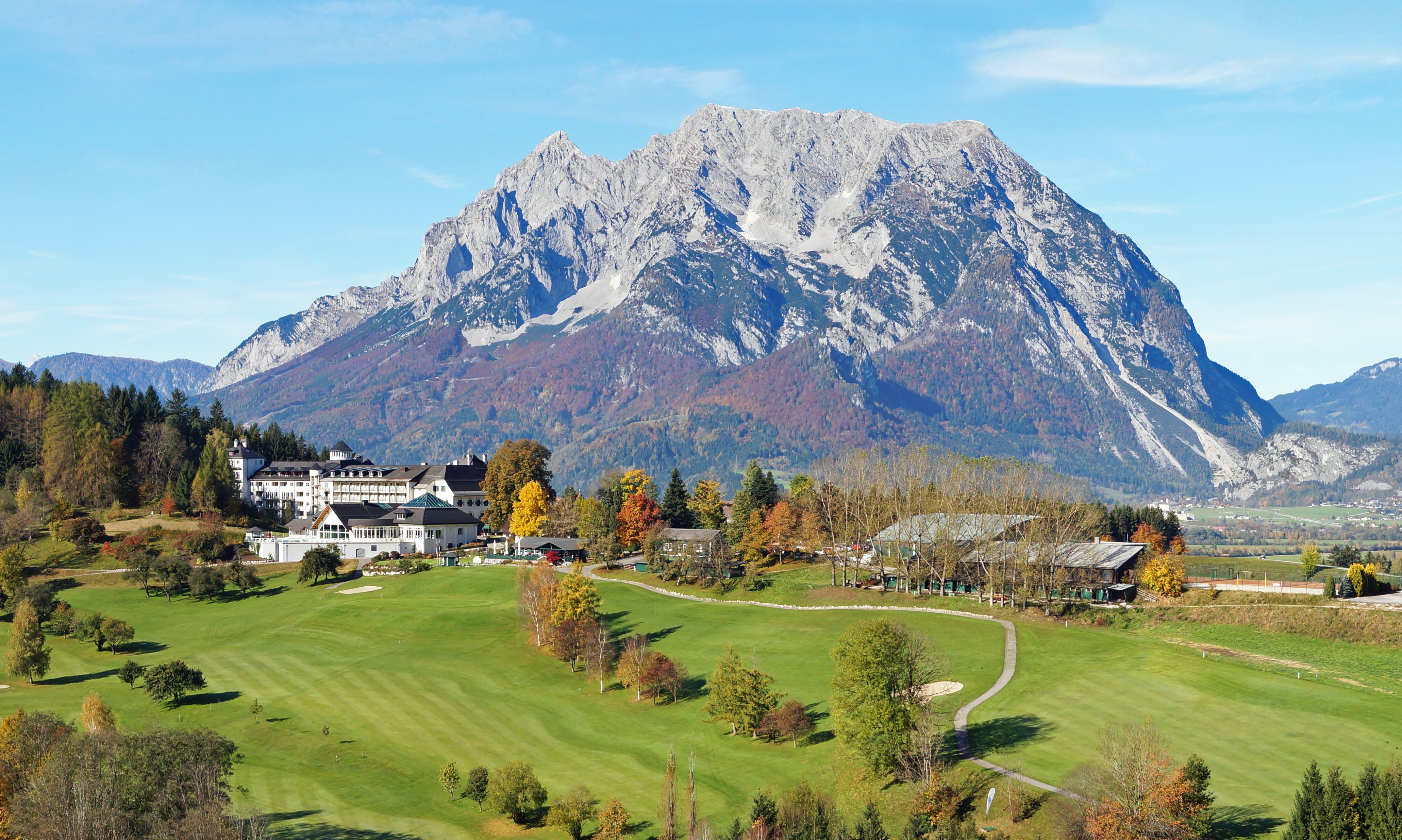
A luxusszállodává átalakított Pichlarn-kastély (háttérben a Grimming csúcsa)

Aigen im Ennstal Felső-Stájerország északnyugati részén fekszik, az Enns jobb partján, ahol annak mellékfolyója, a Gulling belétorkollik. Északi határát a folyó alkotja. Területének déli része a Rottenmanni-Tauern hegységre esik. Jelentős hegye a szigetszerűen álló, 918 méteres Kulm. Legnagyobb állóvize a 13 hektáros Putterersee. Az önkormányzat 5 katasztrális községben (Aigen, Gatschen, Ketten, Lantschern, Vorberg) 15 települést egyesít: Aich (97 lakos), Aigen im Ennstal (365), Aiglern (15), Fischern (29), Gatschen (198), Hohenberg (165), Ketten (290), Lantschern (464), Mitteregg (1), Quilk (45), Ritzmannsdorf (143), Sallaberg (308), Schlattham (245), Tachenberg (142), Vorberg (58).
A környező önkormányzatok: északra Wörschach, északkeletre Liezen, keletre Lassing, délkeletre Rottenmann, délnyugatra Irdning-Donnersbachtal, északnyugatra Stainach-Pürgg.

## Története
A Kulm hegyen késő bronzkori-kora vaskori település temetőjét ásták ki a régészek, amely az urnamezős, illetve a hallstatti kultúrához tartozott.
A mai önkormányzat területe a középkorban két vár: Pichlarn és Putterer uradalma között oszlott meg. Pichlarn várát először 1074-ben említik és a 14. századig a von Püchlern család birtokában volt; utolsó képviselőjük az admonti kolostorra hagyta. Ezután hosszabb ideig egyházi kezelésben maradt, 1555-ben pedig a Stainach család szerezte meg, utánuk többször gazdát cserélt. 
A Gullingon már a középkorban vashámor épült, amelyet 1802-ben megvásárolt az admonti apát. Aigen hat malmáról is híres volt a környéken. A 17. században sörfőzdét alapítottak, amely 1910-ig családi tulajdonban működött, majd a Gösser felvásárolta. A 19. század végén a vasútépítéskor a helyi lakosság leszavazta az ajánlatot, hogy megállót létesítenek a faluban, mert nem bíztak a "fekete ördögben"; így a községnek ma sincs vasútállomása.
1937-ben alapították a község északi részén a Fiala Fernbruggról elnevezett katonai repülőteret, amelyet ma is az osztrák hadsereg használ.

## Lakosság
A Aigen im Ennstal-i önkormányzat terület 2017 januárjában 2703 fő élt. A lakosságszám 1951 óta gyarapodó tendenciát mutat. 2015-ben a helybeliek 96,4%-a volt osztrák állampolgár; a külföldiek közül 2,1% a régi (2004 előtti), 1,1% az új EU-tagállamokból érkezett. 2001-ben a lakosok 85,4%-a római katolikusnak, 6,5% evangélikusnak, 5,9% pedig felekezet nélkülinek vallotta magát.
| 2016 | 2 620 |
| 2018 | 2 722 |

## Látnivalók
- Pichlarn kastélyában ma szálloda működik
- a Puttererschlössl kastély a Putterersee melletti dombtetőn
- az 1992-ben épült modern Szt. Flórián-plébániatemplom
- a Keresztelő Szt. János-templom

## Fordítás
- Ez a szócikk részben vagy egészben  az   Aigen im Ennstal című német Wikipédia-szócikk ezen változatának fordításán alapul.  Az eredeti cikk szerkesztőit annak laptörténete sorolja fel. Ez a jelzés csupán a megfogalmazás eredetét és a szerzői jogokat jelzi, nem szolgál a cikkben szereplő információk forrásmegjelöléseként.